# オリヴァー・ジャクソン＝コーエン
オリヴァー・ジャクソン＝コーエン（Oliver Jackson-Cohen, 1986年10月24日 - ）は、イギリスの俳優。

## 出演作品

### 映画
- 遠距離恋愛 彼女の決断 Going the Distance (2010)
- ファースター 怒りの銃弾 Faster (2010)
- 運命の元カレ What's Your Number? (2011)
- 推理作家ポー 最期の5日間 The Raven (2012)
- レッド・エージェント 愛の亡命 Despite the Falling Snow (2016)
- 透明人間 The Invisible Man (2020)
- ロスト・ドーター The Lost Daughter (2021)

### テレビシリーズ
- ラークライズ Lark Rise to Candleford (2008)
- ボーンキッカーズ 考古学調査班 Bonekickers (2008)
- セルフリッジ 英国百貨店 Mr Selfridge (2013)
- Dracula (2013-2014)
- エメラルドシティ Emerald City (2017)
- ザ・ホーンティング・オブ・ヒルハウス The Haunting of Hill House (2018)
- ザ・ホーンティング・オブ・ブライマナー The Haunting of Bly Manor (2020)
- サーフェス〜ねじれた記憶〜 Surface (2022-)